# أبو بكر عبدي عثمان
أبو بكر عبدي عثمان (بالصومالية: Abuukar Cabdi Cismaan)‏ سياسي صومالي. وزير الدفاع المؤقت في الحكومة الاتحادية الانتقالية الصومالية في الفترة ما بين 3 يوليو و13 نوفمبر عام 2010 ووزير الثروة الحيوانية في الحكومة الفيدرالية الصومالية في الفترة ما بين 12 يناير 2015 و17 يناير 2015 في حكومة عمر شارماركي. 
وسفير الصومال لدى جنوب إفريقيا في الفترة ما بين 17 مارس 2016 ثم سفير الصومال لدى ماليزيا منذ 2 ديسمبر 2016 حتى الآن